# Stazione di Allerona-Castel Viscardo
Stazione di Allerona-Castel Viscardo vasútállomás Olaszországban, Umbria régióban, Allerona Scalo településen.

## Vasútvonalak
Az állomást az alábbi vasútvonalak érintik:
- Firenze–Róma-vasútvonal

## Kapcsolódó állomások
A vasútállomáshoz az alábbi állomások vannak a legközelebb: 
- Stazione di Orvieto
- Stazione di Fabro-Ficulle